# Tanel Kiik

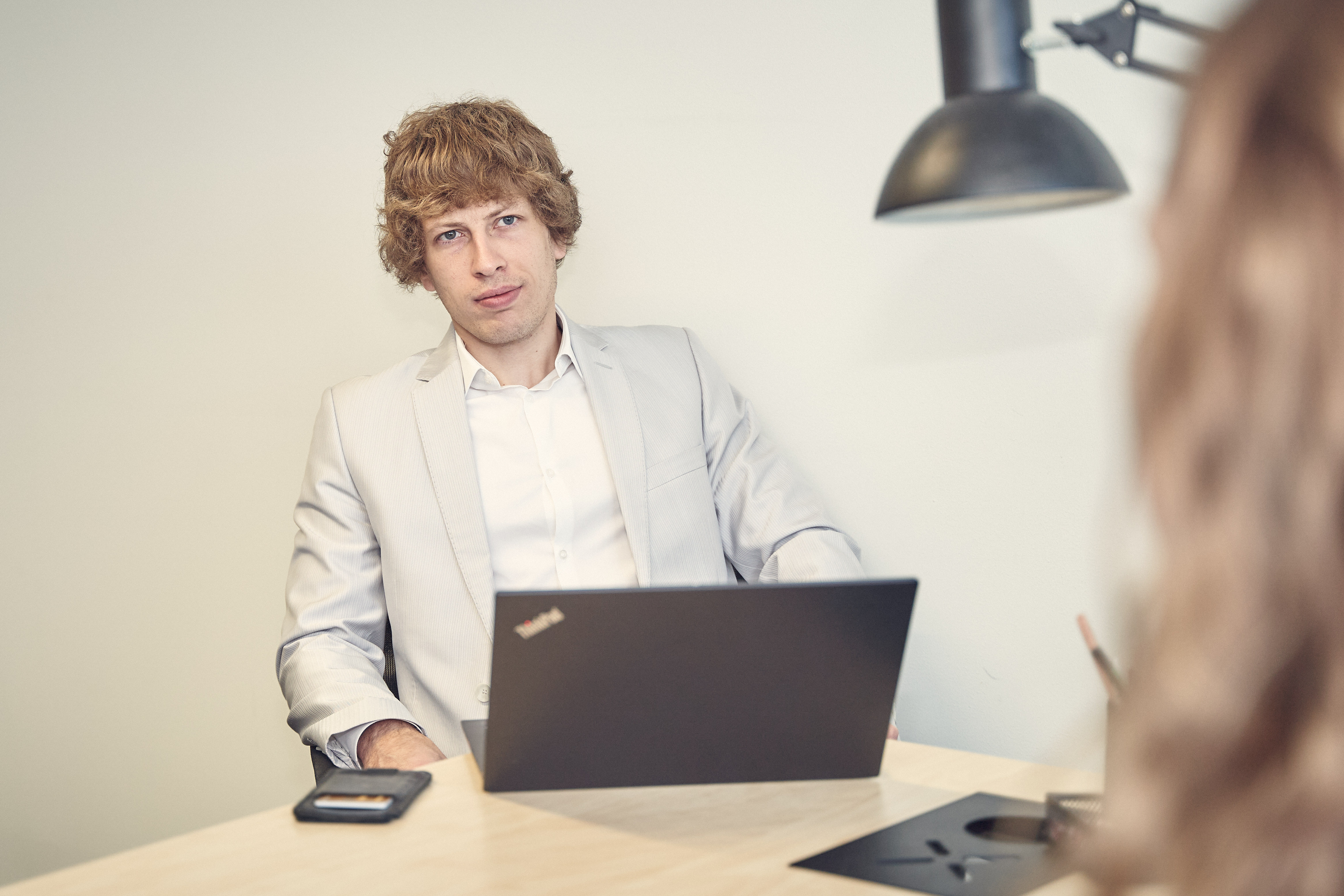
Tanel Kiik (2020)

Tanel Kiik (* 23. Januar 1989 in Tallinn) ist ein estnischer Politiker (SDE). Von April 2019 bis Januar 2021 war er Sozialminister der Republik Estland im Kabinett Ratas II. Vom 26. Januar 2021 bis zum 3. Juni 2022 war er Minister für Gesundheit und Arbeit in der Koalitionsregierung von Ministerpräsidentin Kaja Kallas.

## Leben und Politik
Von 2007 bis 2009 war Tanel Kiik als Referent bei der Estnischen Zentrumspartei (Eesti Keskerakond) beschäftigt. Anschließend arbeitete er bis 2012 bei einer Immobilienfirma. Später war er von 2012 bis 2016 als Berater des Vizepräsidenten des estnischen Parlaments (Riigikogu), Jüri Ratas, tätig.
2016 schloss Kiik sein Studium in den Fächern Unternehmertum und Projektleitung am Pärnu kolledž der Universität Tartu ab.
Von 2016 bis 2019 war Tanel Kiik in der Estnischen Staatskanzlei Büroleiter von Ministerpräsident Jüri Ratas. Am 29. April 2019 wurde er als Sozialminister der Republik Estland im zweiten Kabinett von Jüri Ratas vereidigt. Am 26. Januar 2021 wurde er Minister für Gesundheit und Arbeit in der neuen Koalitionsregierung unter Ministerpräsidentin Kaja Kallas. Mit dem Scheitern der Koalitionsregierung verlor er am 3. Juni 2022 sein Amt.
Am 5. Januar 2024 gab Kiik von seinem Austritt aus der Zentrumspartei und seinem Beitritt zur Sozialdemokratischen Partei Estlands bekannt.

## Privates
Tanel Kiik ist verheiratet und Vater eines Kindes. Er gehört seit 2007 der estnischen Abstinenzbewegung an.